# Santi Quirico e Giulitta (Kardinalstitel)
Der Titel eines Kardinalpriesters von Santi Quirico e Giulitta  (lat. Titulus Sanctorum Quirici et Iulittae) wurde von Papst Sixtus V. am 13. April 1587 mit der Apostolischen Konstitution „Religiosa“ an der gleichnamigen römischen Kirche Santi Quirico e Giulitta neu geschaffen. Er übertrug damit den wohl seit 499 bestehenden Titel von San Ciriaco alle Terme Diocleziane, da die zugehörige Kirche bereits seit den 1490er Jahren als aufgegeben geführt wurde.
Den Titel erhielt der bisherige Titelinhaber von San Ciriaco alle Terme, Alessandro Ottaviano de’ Medici, der 1591 für den Titel Santi Giovanni e Paolo optierte. Aktueller Titelinhaber ist Seán Brady, der seine Titelkirche am 23. April 2017 in Besitz nahm.

## Geschichte
Papst Sixtus hatte bereits im Dezember 1586 mit der Apostolischen Konstitution „Postquam verus“. das Kardinalskollegium grundlegend reformiert, nachdem dieses Thema zwar auf dem Konzil von Trient heftig diskutiert worden aber ohne Lösung geblieben war. Er setzte die Höchstzahl der Kardinäle auf 70 fest, entsprechend der Anzahl der Ältesten Israels im Alten Testament. Diese Festlegung blieb bis 1963 bindend.
Die am 13. April 1587 erlassenen Konstitution „Religiosa“ konkretisierte Sixtus die Regelungen und ordnete auch die Titelbistümer, -kirchen und -diakonien neu. Insbesondere wurden die Titel abgeschafft, deren Kirchengebäude nicht mehr als solche genutzt oder „zu Ruinen“ geworden waren. Zu Letzteren gehörte auch die Titelkirchen von Alessandro de’ Medici, für den nun der Titel auf die Namensähnliche, erst wenige Jahre zuvor renovierte Kirche Santi Quirico e Giulitta übertragen wurde.

## Titelinhaber
Bis zur Ernennung von Kardinal Brady gab es bisher 24 Kardinalpriester von Santi Quirico e Giulitta:
| Name                                    | Land       | Geboren       | Verstorben    | Ernennung 1        | durch Papst     | Anmerkungen |
| --------------------------------------- | ---------- | ------------- | ------------- | ------------------ | --------------- | --- |
| Brady, Seán                             | Irland     | 16. Aug. 1939 | 85            | 24. November 2007  | Benedikt XVI.   | emeritierter Erzbischof von Armagh                                                                                         |
| vakant                                  |            |               |               |                    |                 | 1968–2007 |
| Richau, Paul-Marie-André                | Frankreich | 16. Apr. 1887 | 5. Feb. 1968  | 15. Dezember 1958  | Johannes XXIII. | Erzbischof von Bordeaux |
| Boggiani, Tommaso Pio                   | Italien    | 19. Jan. 1863 | 26. Feb. 1942 | 4. Dezember 1916   | Benedikt XV.    | 1929 Erhebung zum Kardinalbischof von Porto und Santa Rufina ab 1933 Kanzler der Heiligen Römischen Kirche                 |
| vakant                                  |            |               |               |                    |                 | 1908–1916 |
| Casañas i Pagès, Salvador               | Spanien    | 5. Sep. 1834  | 27. Okt. 1908 | 29. November 1895  | Leo XIII.       | Bischof von Barcelona |
| Granniello, Giuseppe Maria              | Italien    | 8. Feb. 1834  | 8. Jan. 1896  | 12. Juni 1893      | Leo XIII.       | |
| Payá y Rico, Miguel                     | Spanien    | 20. Dez. 1811 | 25. Dez. 1891 | 12. März 1877      | Pius IX.        | Erzbischof von Toledo |
| Haulik, Juraj                           | Kroatien   | 20. Apr. 1788 | 11. Mai 1869  | 16. Juni 1856      | Pius IX.        | Erzbischof von Zagreb |
| Ferretti, Gabriele                      | Italien    | 31. Jan. 1795 | 13. Sep. 1860 | 30. November 1838  | Gregor XVI.     | Kardinalgroßpönitentiar 1853 Erhebung zum Kardinalbischof von Sabina                                                       |
| Benvenuti, Giovanni Antonio             | Italien    | 16. Mai 1765  | 14. Nov. 1838 | 2. Oktober 1826    | Leo XII.        | |
| vakant                                  |            |               |               |                    |                 | 1817–1826 |
| Lante Montefeltro Della Rovere, Antonio | Italien    | 17. Dez. 1737 | 23. Okt. 1817 | 8. März 1813       | Pius VII.       | Kreiert In pectore, publiziert im Konsistorium von\|28. Juli 1817                                                          |
| vakant                                  |            |               |               |                    |                 | 1764–1817 |
| Furietti, Giuseppe Alessandro           | Italien    | 23. Jan. 1684 | 14. Jan. 1764 | 24. September 1759 | Clemens XIII.   | |
| Tempi, Luca Melchiore                   | Italien    | 13. Feb. 1688 | 17. Juli 1762 | 26. November 1753  | Benedikt XIV.   | |
| Riviera (auch Rivera), Domenico         | Italien    | 3. Dez. 1671  | 2. Nov. 1752  | 13. Apr. 1733      | Clemens XII.    | Kreiert im Konsistorium vom 2. März 1733 1741 Option auf den Titel Santi XII Apostoli                                      |
| Acquaviva d’Aragona, Troiano            | Italien    | 24. Jan. 1696 | 20. März 1747 | 17. Nov. 1732      | Clemens XII.    | Kreiert im Konsistorium vom 1. Oktober 1732 1733 Option auf den Titel Santa Cecilia in Trastevere                          |
| Thiard de Bissy, Henri Pons de          | Frankreich | 25. Mai 1657  | 26. Juli 1737 | 16. Juni 1721      | Clemens XI.     | Kreiert im Konsistorium vom 29. Mai 1715 1730 Option auf den Titel San Bernardo alle Terme                                 |
| Conti di Poli, Michelangelo             | Italien    | 13. Mai 1655  | 7. März 1724  | 23. Feb. 1711      | Clemens XI.     | Kreiert im Konsistorium vom 7. Juni 1706 1721 Wahl zum Papst                                                               |
| Astalli, Fulvio                         | Italien    | 29. Juli 1655 | 14. Jan. 1721 | 19. Feb. 1710      | Innozenz XI.    | Kreiert im Konsistorium vom 2. September 1686 als Kardinaldiakon Am 7. Mai 1710 Option auf den Titel San Pietro in Vincoli |
| vakant                                  |            |               |               |                    |                 | 1700–1710 |
| Marescotti, Galeazzo                    | Italien    | 1. Okt. 1627  | 3. Juli 1726  | 22. Sep. 1681      | Clemens X.      | Kreiert im Konsistorium vom 27. Mai 1675 Am 7. Mai 1700 Option auf den Titel Santa Prassede                                |
| Raggi, Lorenzo                          | Italien    | 1615          | 14. Jan. 1687 | 11. Feb. 1664      | Innozenz X.     | Kreiert im Konsistorium vom 27. Mai 1675 1679 Option auf den Titel San Lorenzo in Damaso                                   |
| Giori, Angelo                           | Italien    | 11. Mai 1586  | 8. Aug. 1662  | 31. Aug. 1643      | Urban VIII.     | Kreiert im Konsistorium vom 13. Juli 1643                                                                                  |
| vakant                                  |            |               |               |                    |                 | 1634–1643 |
| Naro, Gregorio                          | Italien    | 1581          | 7. Aug. 1634  | 19. November 1629  | Urban VIII.     | |
| Lante, Marcello                         | Italien    | 1561          | 19. Apr. 1652 | 9. Okt. 1606       | Paul V.         | Kreiert im Konsistorium vom 11. September 1606 1628 Option auf den Titel Santa Prassede                                    |
| Sassi, Lucio                            | Italien    | 24. Okt. 1521 | 29. Feb. 1604 | 17. September 1593 | Clemens VIII.   | |
| Bourbon Del Monte, Francesco Maria      | Italien    | 5. Juli 1549  | 27. Aug. 1627 | 5. Apr. 1591       | Sixtus V.       | Kreiert im Konsistorium vom 14. Dezember 1588 als Kardinaldiakon; 1592 Option auf den Titel Santa Maria in Aracoeli        |
| Medici, Alessandro Ottaviano de’        | Italien    | 2. Juni 1535  | 27. Apr. 1605 | 13. Apr. 1587      | Sixtus V.       | Kreiert im Konsistorium vom 12. Dezember 1583 1591 Option auf den Titel Santi Giovanni e Paolo                             |